# Vitiaz-Straße
Die Vitiaz-Straße (englisch: Vitiaz Strait) ist  eine  Meerenge zwischen der Vulkaninsel von Long Island und Neuguinea.
Long Island wurde im Jahre 1643 von Abel Tasman entdeckt. Aber er hielt Long Island für einen Teil der Hauptinsel von Neuguinea und befuhr die Vitiaz-Straße nicht. Der Name Vitiaz-Straße erinnert an die russische Korvette Witjas, die die Meerenge im Jahre 1872 unter Pawel Nikolajewitsch Nasimow passierte.